# Det Danske Luftfartselskab A/S - DDL
Det Danske Luftfartselskab A/S - DDL , que operaba en inglés como Danish Air Lines, fue la aerolínea nacional de Dinamarca desde 1918 hasta que se fusionó con las otras dos líneas aéreas escandinavas para crear el consorcio Scandinavian Airlines System (SAS) en 1950. DDL se estableció el 29 de octubre de 1918, como una sociedad de responsabilidad limitada independiente. Sin embargo, comenzó su primera ruta programada el 20 de agosto de 1920.

## Historia
La aerolínea fue fundada en los inicios de la aviación comercial por Willie Wulff (1881-1962), quien se convirtió en el primer director de la compañía.
Ya en 1919 se compra un Avro 504, con el que se realizó el primer vuelo de pasajeros de la compañía el 31 de octubre de 1919. Posteriormente, en 1921 se adquirieron cuatro Airco DH.9, cada uno con capacidad para transportar tres pasajeros, pero, en un principio no realizaron vuelos regulares.

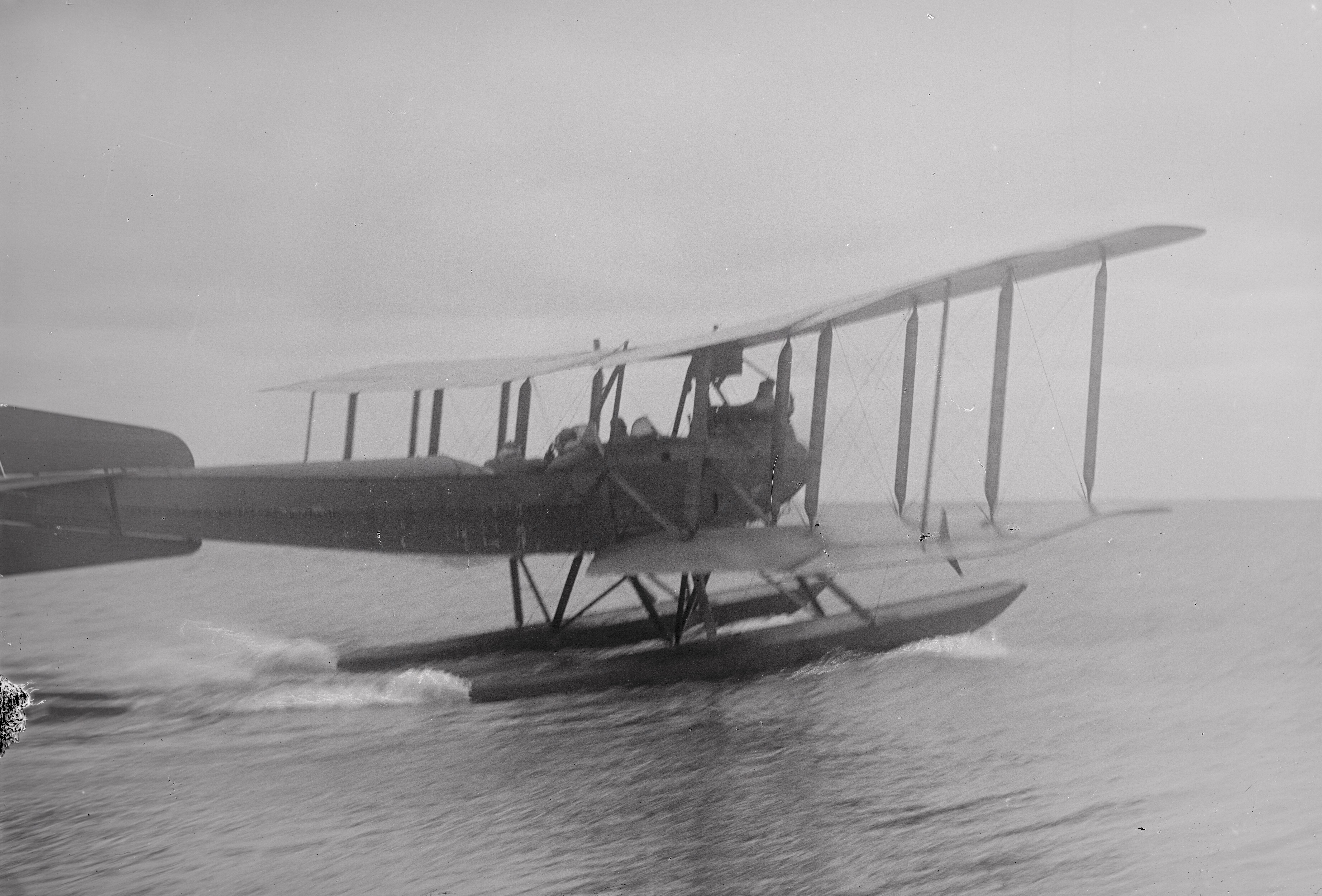
Friedrichshafen FF.49c de Det Danske Luftfartselskab, 1919

En 1920, DDL comenzó a cotizar en la Bolsa de Copenhague, y en agosto de mismo año, se adquirió un hidroavión Friedrichshafen FF.49c de la compañía alemana Deutsche Luft-Reederei (DLR). El avión, con la matrícula naval alemana 1364, era prácticamente nuevo y había sido reacondicionado para el transporte de dos pasajeros antes de su entrega desde Alemania. Recibió el registro danés T-DABA y se utilizó a partir del 20 de agosto de 1920 en la ruta, Base aérea naval de Margretheholm, Copenhague - Malmö - Warnemünde en cooperación con DLR. Posteriormente, este avión hubo de ser devuelto a Alemania, al parecer, la transferencia no se ajustaba a las normas impuestas por el Tratado de Versalles.

### Inicios. Años veinte

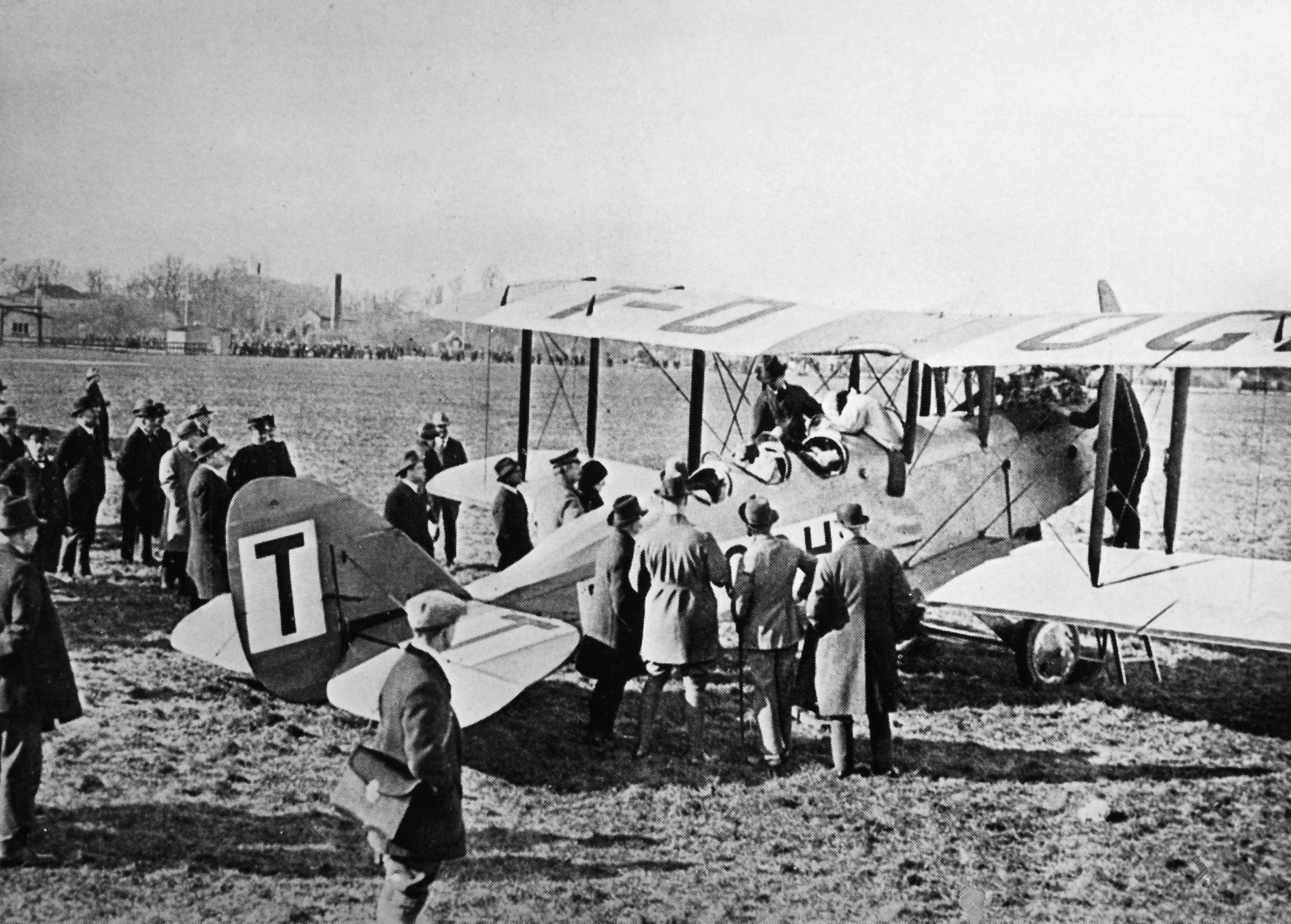
Airco DH.9a. DDL. Aeropuerto de Copenhague-Kastrup, 1921

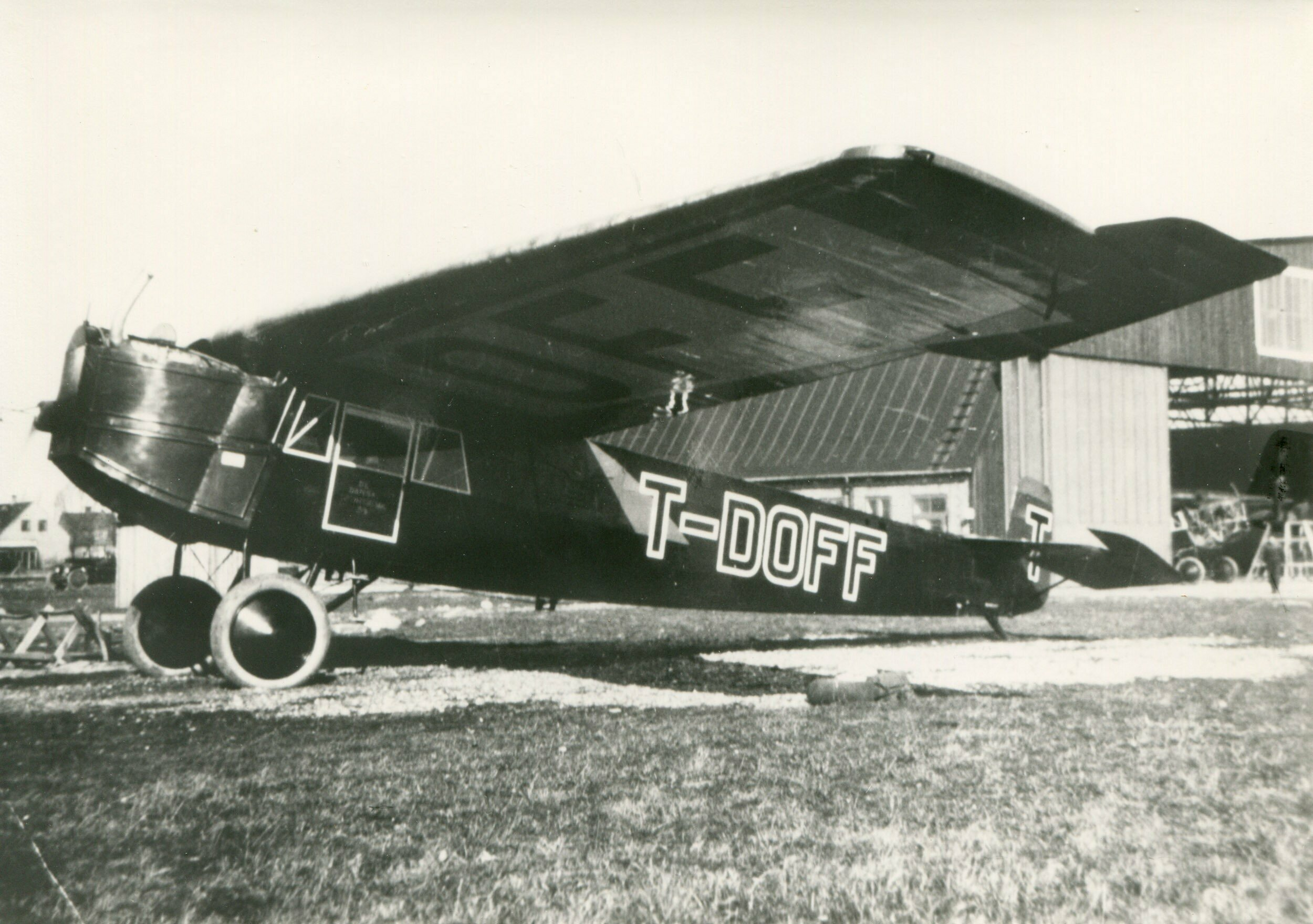
Fokker-Grulich F.III de DDL

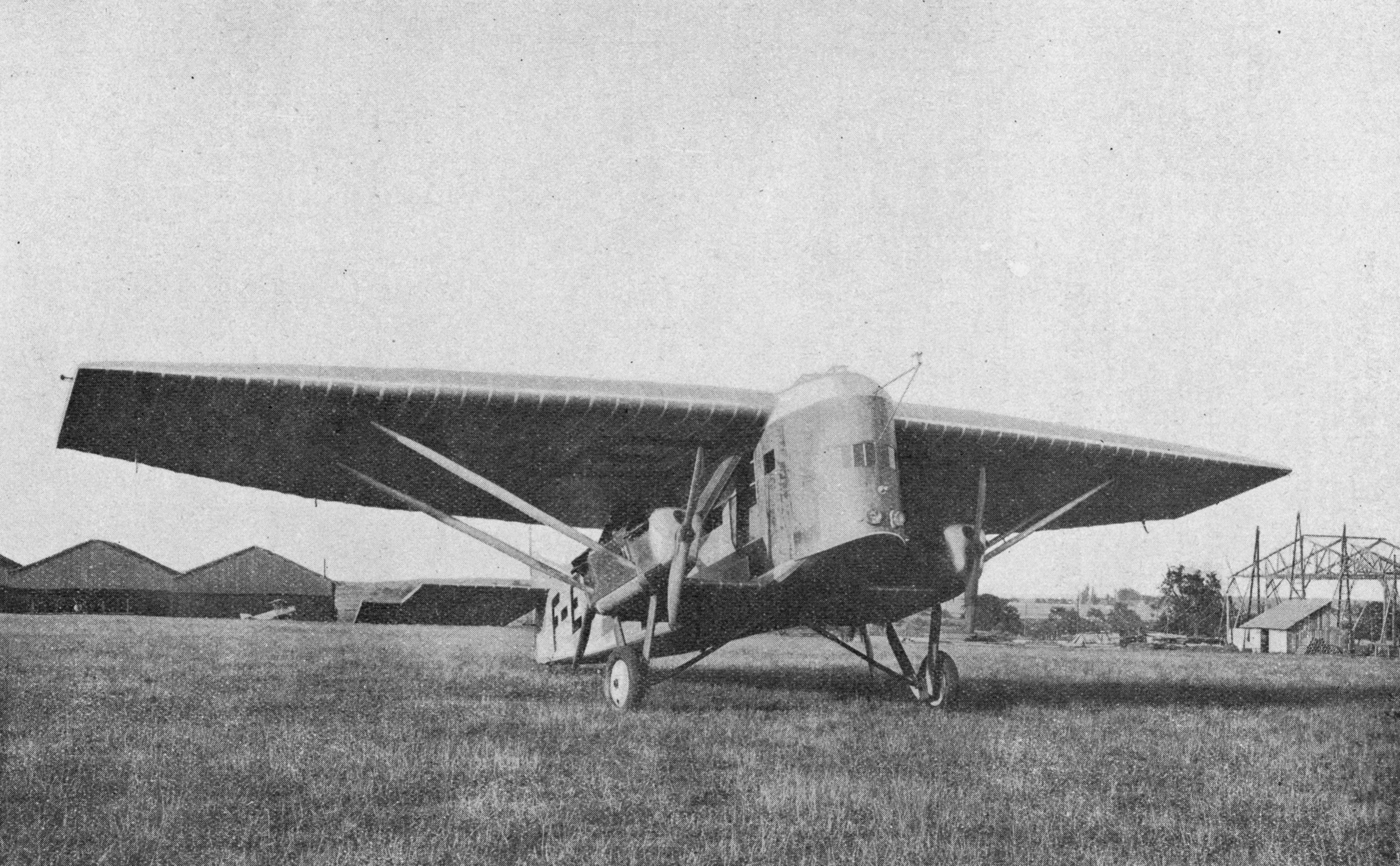
Farman F.121 Jabirú

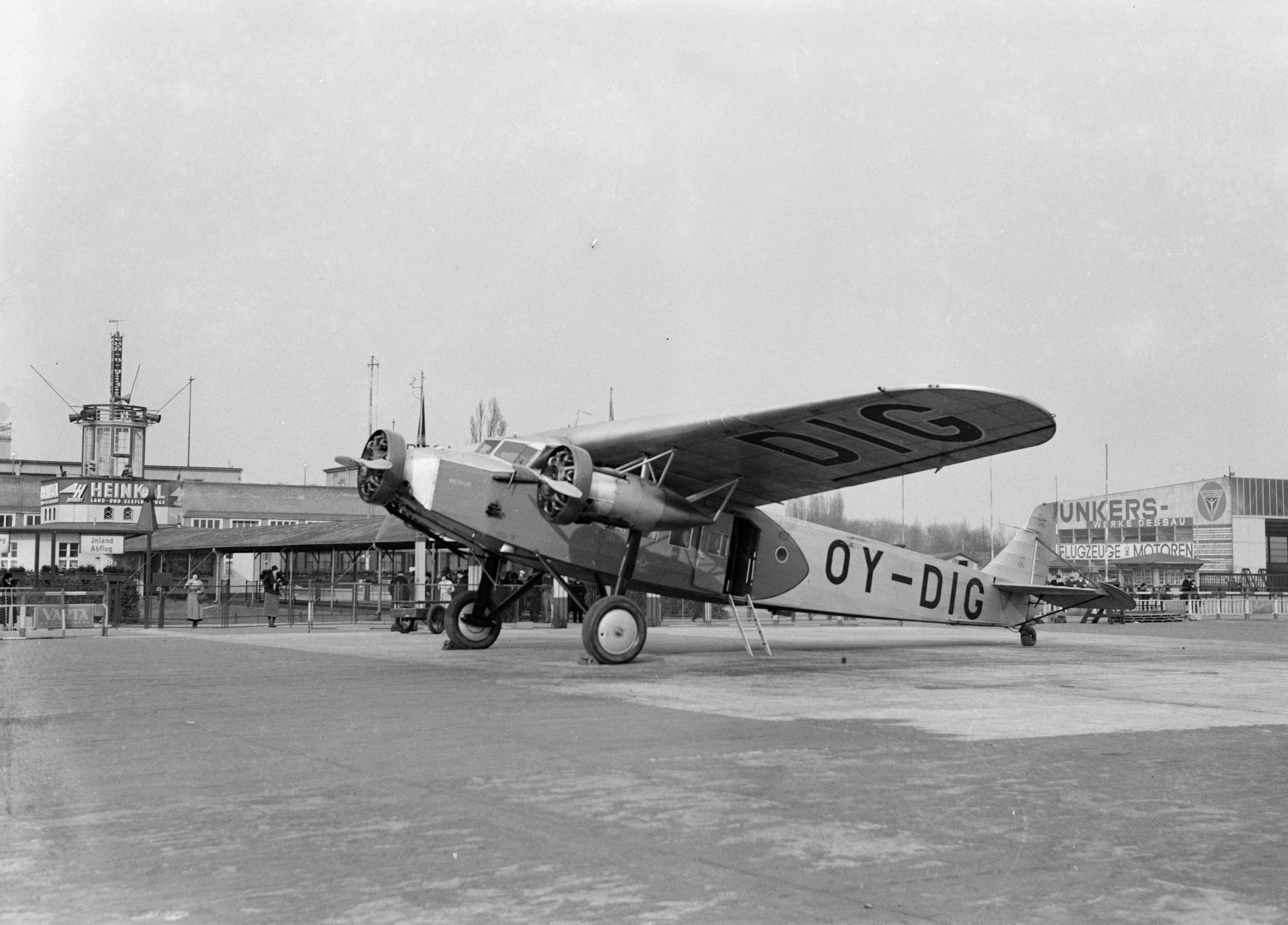
Fokker FXII OY-DIG Merkur. Berlín-Tempelhof, octubre 1934

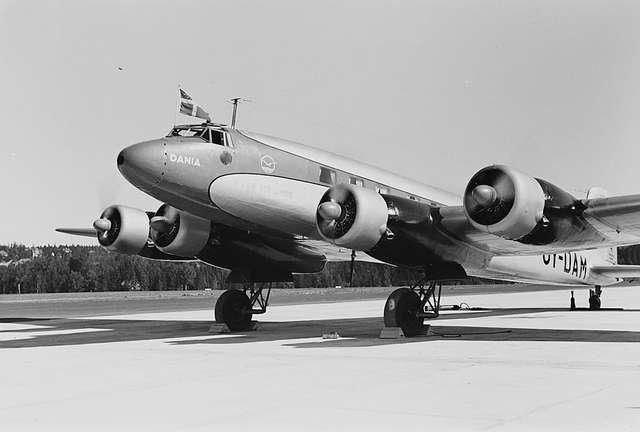
Fw 200 OY-DAM Dania Aeropuerto Oslo-Fornebu, junio 1939

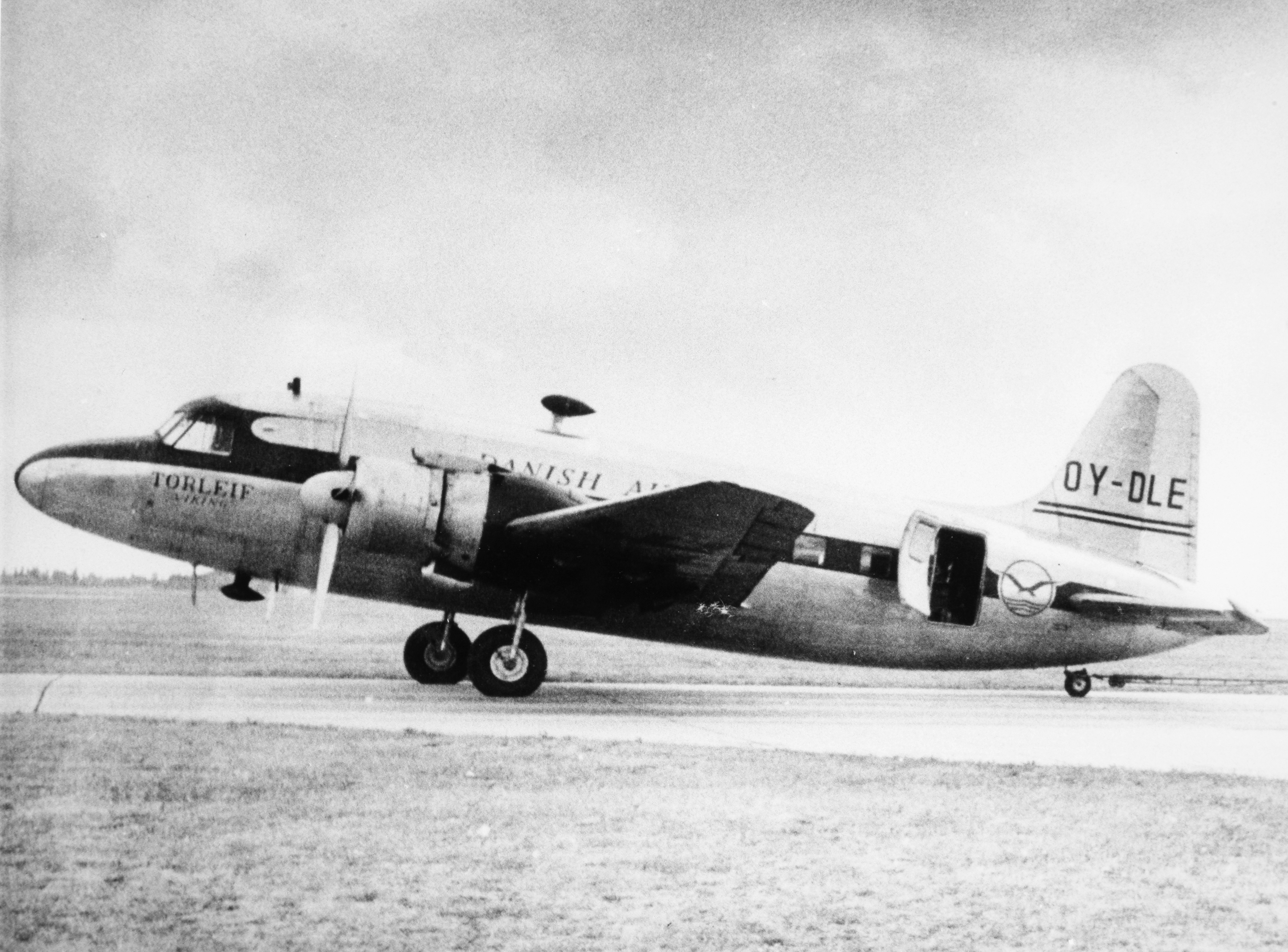
Vickers Viking OY-DLE Torleif Viking

La primera ruta regular de vuelo terrestre operada por la compañía fue de Copenhague a Hamburgo. Fue inaugurada el 15 de septiembre de 1920 por un DH.9. Durante el resto de 1920 se transportaron por esta ruta un total de 83 pasajeros y 80000 cartas, con una regularidad del 82%.
A principios de la década de 1920, la aerolínea contaba con los cuatro Airco DH.9, cuatro Fokker-Grulich F.III -Fokker F.III construido bajo licencia en Alemania- de cinco plazas comprados en 1925 un Dornier Komet III ,y un número variable de aviones Junkers F.13, alquilados a otras aerolíneas nacionales  como la aerolínea respaldada por la firma Junkers Dansk Lufttransport.
También en 1921 se adquirió otro hidroavión FF.49c de DLR como reemplazo del primero, con la anterior matrícula naval alemana 3078. En este avión se repitió la misma matrícula danesa: T-DABA.
En este período temprano de la historia de la aviación regular en Dinamarca, era difícil conseguir fondos para futuras inversiones, por lo que en los años siguientes DDL operó principalmente vuelos interiores, y no fue hasta 1924 cuando la empresa empezó a desarrollarse más. Con la inauguración en 1925 del aeropuerto de Kastrup y las buenas instalaciones que allí se crearon y donde la empresa se trasladó aumentó el número de pasajeros. Aun así, los costes de explotación y mantenimiento llevaron en 1926 a una reestructuración financiera, ya que la empresa se había declarado en quiebra. Posteriormente, la aerolínea recibió un apoyo financiero anual del gobierno de 350000 coronas danesas, con lo que a partir de entonces DDL experimentó un constante crecimiento.
En mayo de 1926 se entregaron a DDL los dos primeros, de un total solicitado de cuatro aviones Farman F.121 Jabirú con capacidad para nueve pasajeros. Con el primer ejemplar registrado T-DOXB se inició la línea Copenhague - Hamburgo - Colonia - Ámsterdam. Este aparato resultó destruido en un accidente, siendo reemplazado por un nuevo ejemplar Dos aparatos más fueron construidos en los talleres Danske Orlogsvaerftet en Copenhague siendo entregados en agosto de aquel año. Sin embargo, estos tetramotores propulsados por motores Hispano-Suiza 8Ac montados en pares tándem push-pull presentaron numerosos problemas mecánicos y de refrigeración en los motores traseros; además, sus costos de operación eran excesivos, por lo que fueron reemplazados entre 1928 y 1929 por cuatro ejemplares del modelo Fokker F.VIIa, el trimotor comercial de mayor éxito en los años veinte que, demostraron ser aviones confiables para los propósitos de la compañía, y la red de rutas se expandió gradualmente.

### Década 1930
Tras la favorable experiencia de KLM con el trimotor Fokker F.XII , DDL también realizó un pedido. El modelo fue construido bajo licencia en los talleres de los Danske Orlogsvaerftet en Copenhague que, completó su construcción tras recibir el contrato en tan solo tres meses. La entrega se realizó el 11 de mayo de 1933. El aparato, OY-DIG Merkur estaba equipado con tres motores Bristol Jupiter de 465 hp. DDL utilizó el F.XII en una configuración con capacidad para 16 pasajeros en su ruta Copenhague-Berlín. Los buenos resultados convencieron a la dirección para encargar un segundo avión, que se entregó el 13 de mayo de 1935. Debido a los cambios introducidos en este aparato, su designación se modificó a F.XIIM (OY-DAJ Kronprinsesse Ingrid). Esta versión era 19 km/h más rápida que el F.XII estándar. Si en 1920, la compañía transportó 809 pasajeros, en 1939 esa cifra había aumentado a 45000. Incluso durante la guerra, DDL voló ambos aparatos desde Copenhague y Malmö a Hamburgo, Berlín, Múnich y Viena, y continuaron operando después; el último de ellos fue desguazado tras un incendio en un hangar en 1947.En 1936 se recibe un Junkers Ju 52/3m (OY-DAL - Selandia) de 16 plazas.
En 1938 se pusieron en servicio dos cuatrimotores Focke-Wulf Fw 200A-0 configurados para 26 pasajeros. Llevaban los registros de aeronave OY-DAM, Dania (Werknr.2894, entregado el 14 de julio de 1938) y OY-DEM, Jutlandia (en noviembre de 1938). Con ellos se amplió la red de rutas hasta Oslo y Estocolmo. En 1939 se transportaron 45000 pasajeros antes de que la ocupación alemana limitara las operaciones de vuelo a vuelos nacionales y con destino a Alemania y Austria.

### 1940 - 1950
El 8 de abril de 1940, el Fw 200A-02  Dania fue confiscado por los británicos después de aterrizar en Shoreham. Posteriormente fue utilizado por BOAC como G-AGAY hasta que fue transferido a la RAF con la matrícula DX177. El 12 de julio de 1941, se salió del final de la pista del aeródromo de White Waltham,  Berkshire chocó con un vehículo de mantenimiento y sufrió daños irreparables, más que nada, por motivos obvios, por la total ausencia de repuestos. El otro ejemplar, Fw 200A-05 (Werknr.2993) OY-DEM Jutlandia, sobrevivió a la guerra y continuó prestando servicio con DDL hasta que sufrió en 1946 graves daños durante un aterrizaje en Northolt y que, por los mismos motivos que con el anterior le llevaron al desguace.
Tras el final de la guerra, DDL sólo contaba con dos Fokker F.XII y un Focke-Wulf Fw 200A-05. En otoño de 1945, DDL adquirió tres transportes exmilitares Douglas C-47 Skytrain y se hizo cargo de dos bombarderos Boeing B-17 Flying Fortress de la USAF internados durante la guerra en Suecia y convertidos en aviones de pasaje, por y para la aerolínea sueca AB Aerotransport (ABA).
En mayo de 1946 se pusieron en servicio dos nuevos Douglas DC-4 .
El 1 de agosto de 1946, DDL firmó un acuerdo con las aerolíneas Det Norske Luftfartselskap - DNL y Svensk Interkontinental Lufttrafik AB - SILA para formar el consorcio conjunto Overseas Scandinavian Airlines System' (OSAS). En ese momento, el acuerdo sólo se aplicó a vuelos de larga distancia a Norteamérica y Sudamérica. Los vuelos europeos y nacionales siguieron siendo operados de forma independiente por las compañías DDL y DNL (Noruega) y la sueca SILA. Entre marzo y julio de 1947 se adquirieron cinco nuevos Vickers VC.1 Viking ,y el número de Douglas DC-3 había aumentado a veinte. 
El 18 de abril de 1948, DDL, DNL y AB Aerotransport - ABA (en la que se fusionó SILA el 1 de julio de 1948) firmaron un acuerdo de cooperación adicional European SAS (ESAS). Los aviones comenzaron a ser repintados con un esquema de colores común, aunque continuaron siendo operados por las compañías matrices.
Finalmente, en mayo y junio de 1948 se pusieron en servicio dos nuevos Douglas DC-6 .
En septiembre de 1949, los tres Vickers Viking que quedaban después de la pérdida de dos en accidentes fueron entregados a la aerolínea egipcia Misr Airlines .El 8 de febrero de 1951, todos los vuelos de corta y media distancia de DNL, DDL y AB Aerotransport, incluidos aviones y personal, se fusionaron en SAS. Por razones legales, esta fusión final de toda la operación entró en vigor retroactivamente con fecha de 1 de octubre de 1950. Sin embargo, las aerolíneas, incluida DDL, continuaron existiendo como empresas matrices de SAS y pasaron a llamarse SAS Danmark A/S, SAS Norge ASA y SAS Sverige AB en 1996. No fue hasta 2008 que todas las empresas se fusionaron en el Grupo SAS y, por lo tanto, dejaron de existir como tales.

## Flota (1919 - 1948)
- Datos:[21]
- Friedrichshafen FF.49 (2)
- Airco DH.9a (4)
- Avro 504K (1)
- Fokker-Grulich F.III (4)
- Farman F.121 Jabirú (5)
- Dornier Komet III (1)
- Fokker F.VIIa/3m (4)
- Fokker F.XII (2)
- Junkers Ju 52/3m (1)
- Focke-Wulf Fw 200A (2)
- Boeing B-17 (2)
- Douglas C-47/ DC-3 (20)
- Douglas DC-4 (2)
- Vickers VC.1 Viking (5)
- Douglas DC-6 (2)